# Five Years (canción)
«Five Years» es una canción escrita por el músico británico David Bowie, publicada en su álbum de 1972, The Rise and Fall of Ziggy Stardust and the Spiders from Mars. Coproducida por Bowie y Ken Scott, fue grabada en noviembre de 1971 en los estudios Trident en Londres junto con su banda de apoyo the Spiders from Mars, la cual consiste de Mick Ronson, Trevor Bolder y Mick Woodmansey. Como tema de apertura del álbum, la canción presenta la temática general del álbum: un desastre apocalíptico inminente destruirá la Tierra en cinco años y el ser que la salvará es una estrella de rock alienígena bisexual llamada Ziggy Stardust. Mientras que los dos primeros versos son narrados por un niño narrador, el tercero es de Bowie, quien se dirige directamente al oyente. A medida que avanza la pista, aumenta la intensidad, antes de llegar al clímax con las cuerdas y Bowie gritando el título.
Desde su lanzamiento, «Five Years» ha recibido elogios de la crítica musical, y la mayoría elogió la composición de Bowie y la batería de Woodmansey. Desde entonces, ha sido considerada como una de las mejores canciones de Bowie y por algunos como uno de los mejores temas de apertura de todos los tiempos. Bowie interpretó la canción con frecuencia a lo largo de las giras de Ziggy Stardust, Isolar de 1976, Stage de 1978 y Reality de 2003. La canción ha sido remasterizada en varias ocasiones, incluyendo en 2012 para el 40 aniversario del álbum. Esta versión fue incluida como parte de la caja recopilatoria de 2015, Five Years (1969–1973), la cual tomó su nombre después de esta canción.

## Lanzamiento y recepción

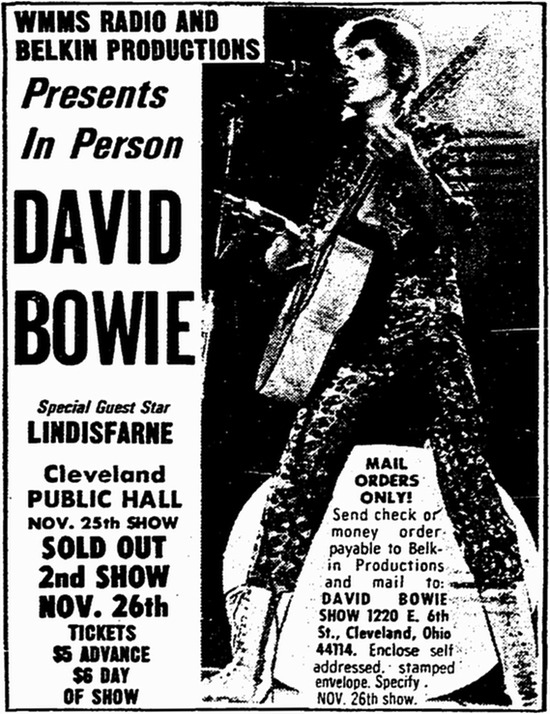
Un anuncio impreso para un concierto de David Bowie, 1972.

«Five Years» fue publicada como la canción de apertura de su quinto álbum de estudio, The Rise and Fall of Ziggy Stardust and the Spiders from Mars, el 16 de junio de 1972 por RCA Records. La canción ha recibido elogios de los críticos musicales, y la mayoría elogió la composición de Bowie y la batería de Woodmansey. Múltiples críticos lo han llamado uno de los mejores temas de apertura de todos los tiempos. Stephen Thomas Erlewine de AllMusic escribe que «Five Years», junto con «Lady Stardust» y «Rock 'n' Roll Suicide», “tienen un gran sentido del drama escénico nunca antes visto en el rock & roll”. Ned Raggett, también de AllMusic, describió la canción como "fácilmente una de las mejores canciones de apertura de álbumes de la historia”. Elogia la capacidad de la canción para presentar el concepto del álbum como un todo y argumenta que también se destaca por sí sola. Además, nombra la interpretación vocal de Bowie como una de las mejores, particularmente destacando su forma de decir “I never thought there'd be so many people”. Pegg también describió la pista como una de las mejores canciones del álbum y, con el toque de tambor inicial, “se ha ganado un lugar en la historia del rock como una de las aperturas de álbumes clásicas de todos los tiempos”. Escritores de Rolling Stone, en The Rolling Stone Album Guide, describe de manera similar «Five Years» como “uno de los grandes temas de apertura de álbumes de todos los tiempos”, y continúa: “con percusiones y un coro que canta para anunciar el fin del mundo y el amanecer de la nueva era de Bowie”. Ian Fortnam de Classic Rock, posicionando cada canción del álbum de peor a mejor, colocó a «Five Years» en tercer lugar, elogiando la capacidad de Bowie para hablar directamente al oyente y llevarlo al “corazón de la narrativa”. Al revisar el álbum por su 40.º aniversario, Jordan Blum de PopMatters elogió la composición de Bowie y calificó la melodía y las armonías como “magníficamente sobrias y afectivas”. Escribe que aunque Bowie exploraría un concepto similar en Diamond Dogs de 1974, “nunca lo expresó con una desesperación más directa que la que muestra aquí”.
Desde entonces, «Five Years» ha sido calificada como una de las mejores canciones de Bowie por múltiples publicaciones. Tras la muerte de David Bowie en 2016, Rolling Stone incluyó a «Five Years» como una de sus 30 canciones esenciales. Ultimate Classic Rock, en su lista de las diez mejores canciones de Bowie, incluyó a «Five Years» en el número nueve, calificándola como una “apertura épica al mejor álbum de Bowie”. Continuaron: “Líricamente, pinta una de las imágenes más vívidas de Bowie en una canción, mientras que musicalmente se convierte en un crescendo caótico resaltado por la siniestra sensación de pánico en la voz de Bowie durante su clímax”. En 2018, NME la incluyó como la 12.ª mejor canción de Bowie. La misma publicación colocó la canción en el número 500 en su lista de las 500 mejores canciones de todos los tiempos en 2014.

## Versiones en vivo
Bowie grabó «Five Years» para el programa de radio de la BBC Sounds of the 70s: Bob Harris el 18 de enero de 1972 y se transmitió el 7 de febrero de 1972. En 2000, esta grabación se lanzó en el álbum Bowie at the Beeb. Bowie interpretó la canción en The Old Grey Whistle Test el 8 de febrero de 1972. Esta actuación, transmitida por televisión ese mismo día, está incluida en la versión en DVD de Best of Bowie.
Bowie interpretó la canción con frecuencia durante las giras de Ziggy Stardust, Isolar de 1976 y Stage de 1978. Las actuaciones de estas giras se han lanzado en Live Santa Monica '72, Live Nassau Coliseum '76, en un popurrí con «Life on Mars?», así como en Stage y Welcome to the Blackout (Live London '78), respectivamente. La canción iba a ser el tema de cierre del Live Aid de 1985 de Bowie en el Wembley Stadium de Londres, pero se canceló el día anterior al concierto para dar tiempo a la transmisión del famoso video de apelación presentando «Drive» de The Cars como banda sonora. Bowie no volvió a interpretar la canción hasta su Reality Tour de 2003 . Una actuación de noviembre de ese año se incluyó en el DVD A Reality Tour y en el álbum del mismo nombre. La canción fue interpretada por Bowie con Arcade Fire en el concierto Fashion Rocks de 2005 en Nueva York, así como también «Life On Mars?» y la canción de Arcade Fire, «Wake Up».

## Créditos
Créditos según Kevin Cann and Chris O'Leary.
- David Bowie – voz principal, guitarra de doce cuerdas
- Mick Ronson – piano, autoarpa, guitarra eléctrica, coros, sección de cuerdas
- Trevor Bolder – bajo eléctrico
- Mick Woodmansey – batería